# عین ملاحه

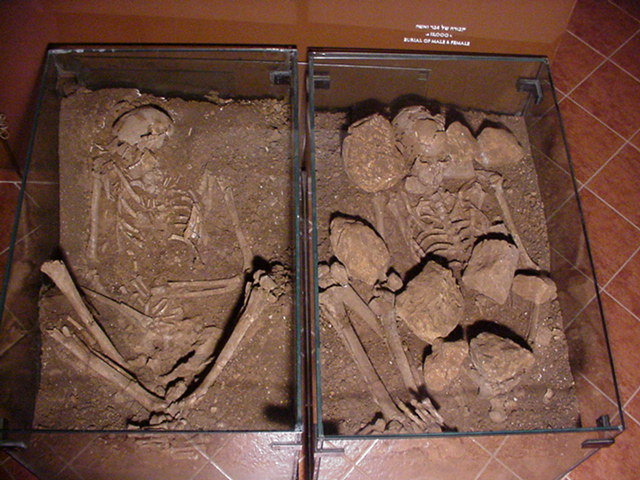
اسکلتهای یافته شده در ایوان

عین ملاحه یک سکونت‌گاه مربوط به فرهنگ ناتوفی بوده که در آن بین سالهای ۱۰۰۰۰ (پ.م) و ۸۰۰۰ (پ.م) زندگی جریان داشته است. عین ملاحه یکی از نمونه‌های یکجانشینی جوامع شکارچی-گردآورنده است که مرحله مهمی در انقلاب نوسنگی محسوب می‌شود.
نخستین آثار اهلی کردن سگ در این منطقه دیده شده است.